# Lebach
Lebach là một thị xã ở huyện huyện Saarlouis, bang Saarland, Đức. Đô thị Lebach có diện tích 64,15 km². Đô thị này có cự ly khoảng 15 km về phía đông bắc của Saarlouis, và 20 km về phía bắc của Saarbrücken.